# James Herbert Veitch
James Herbert Veitch F.L.S., F.R.H.S. ( * 1 de mayo de 1868 – 13 de noviembre de  1907), fue un naturalista inglés, empresario miembro de la Familia Veitch, quienes fueron distinguidos horticultores y criadores por más de un siglo.

## Primeros días
James nació en Chelsea (Londres), el hijo mayor del botánico John Gould Veitch (1839 – 1870) y de su mujer Jane Hodge. Su padre falleció de tuberculosis apenas con él de dos años, y el Criadero familiar con base en Chelsea pasó a ser manejado por su tío Harry.
Fue educado en el "Crawford College" de Maidenhead, y en temas técnicos en Alemania y en Francia, comenzando su trabajo en la empresa familiar de Chelsea (Londres) en 1885.

## Honores
Fue elegido miembro de la Sociedad linneana de Londres en 1889, y de la Real Sociedad de Horticultura.

### Epónimos
En honor a su nacimiento, y también honrando a la Familia Veitch:
- (Arecaceae) Veitchia H.Wendl. in Seem.[1]

## Recolecciones
En octubre de 1891 se embarcó en un tour de inspección por los mayores Jardines botánicos públicos, mantenidos por los gobiernos, en varios centros, y también visitando muchos establecimientos privados de horticultura, para verificar si los jardines Veitch debían ser enriquecidos con nuevas adiciones. Luego se puso en marcha a través de Roma y de Nápoles, hacia Ceilán, y desde allí por tierra a Tuticorin (Thoothukudi) y Lahore. Y continuó a Calcuta y a Straits Settlements. En Penang visitó los Jardines botánicos, cuyo curador Charles Curtis era un contratado de la empresa James Veitch & Sons como recolector profesional. También fue a Singapur donde visitó sus Jardines botánicos. Luego va a Johore, para luego retornar a Singapur en febrero de 1892, donde asciende el Bukit Timah (el punto más alto de la isla) con Walter Fox, el curador de los Jardines.
Luego estuvo en Buitenzorg, Java Barat, donde visitó los Jardines botánicos. Y también exploró el cráter del volcán Kawah Papandajan , y vio el lago Bagendit cerca de Garoet.
Sus viajes lo llevaron luego a Japón, donde se halla con Charles S. Sargent del Arnold Arboretum, y se comprometieron a una expedición conjunta de recolección de plantas incluyendo el ascenso juntos, al monte Hakkoda. Luego de visitar Corea, llega a Australia en 1893. Sin embargo se encontró con una Australia decepcionante y escribió que era más fácil recolectar semillas en Japón, donde había mano de obra barata, mientras en Australia "nadie ayuda". Estaba tan mal, que hasta se quejó de que las semillas de muchas plantas "eran tan pequeños que no sabía si eran de recolecciones de semillas o si era polvo". Envió a Kew Gardens una colección de especímenes secos de 250 especies de Australia Occidental. Luego visitó la isla Norte de Nueva Zelanda, para después retornar a Inglaterra en julio de 1893.
Entre los resultados de su viaje, estuvo la introducción de Physalis alkekengi franchetii. También reintrodujo Rhododendron schlippenbachii Maxim. y Vitis coignetiae Pulliat ex Planch.
Una serie de cartas a los jardines visitados durante sus viajes se publicaron en el "Gardener’s Chronicle" (de marzo de 1892 – diciembre de 1894), y privadamente impreso colectivamente como "A Traveller’s Notes", en 1896.

## Criaderos Veitch
En 1898, la firma de James Veitch & Sons se formó como una compañía de responsabilidad limitada, de la cual Veitch fue director general. Una de las primeras medidas adoptadas por la empresa, de conformidad con la práctica anterior de la empresa, fue enviar a Ernest Henry Wilson a China y Tíbet a recolectar plantas.
El negocio fue demasiado para James, ya que sufrió una crisis nerviosa. Se convirtió en un introvertido y excéntrico, ofendiendo a los clientes, y el negocio comenzó a declinar. Después de su muerte con tan solo 39 años de edad, su hermano John lo sucedió con el negocio de Chelsea. Tampoco tenía la capacidad de administrar el negocio con éxito, y su tío Sir Harry Veitch regresó para tomar el control y volver a encarrilar el negocio. Tras la muerte de John en octubre de 1914 a la edad de 45 años, Sir Harry (quien fue nombrado caballero en 1912) cerró el negocio.
James falleció de parálisis, en Exeter, el 13 de noviembre de 1907, y allí fue sepultado. Se había casado en 1898 con Lucy Elizabeth Wood, que le sobrevivió sin descendencia.

## Hortus Veitchii
En 1906, Veitch, asistido por varios miembros de su familia, preparó para una distribución privada: "Hortus Veitchii", una suntuosa historia de la firma y de sus recolectores, ilustrada con retratos. La nomenclatura botánica fue revisada por George Nicholson, curador del Real Jardín Botánico de Kew.
Ese texto fue un estudio de la historia de los exploradores y recolectores, e hibridistas, trabajando para los criaderos de "Robert Veitch e Hijo", Exeter; y de "James Veitch e Hijos", de Chelsea, durante el periodo entre 1840 a 1906. El libro detalla las 1.500 plantas que la empresa introdujo, y de sus orígenes y las extensiones de sus colecciones. Esta firma de Veitch fue la primera en emplear profesionales de la recolección de plantas. Los volúmenes de edición limitada no fueron para consumo general, pero se regalaban a las bibliotecas, las universidades, los botánicos y los clientes de prestigio. Las copias de la edición 1906 son ya muy raros y alcanzaron precios de hasta £ 1000.
En 2006, un horticultor de Exeter Caradoc Doy, una autoridad en la historia de Veitch Nursery, republicó un facsímil de esa obra fundamental para conmemorar su centenario. Doy se esforzó mucho para garantizar la autenticidad del libro: usó meticulosamente papel grueso, y ligeramente amarillento para reflejar el estilo victoriano original y hasta tenía una placa de latón estampado especial, replicando la cubierta de relieves.
Hortus Veitchii es una referencia esencial para las plantas introducidas durante la época victoriana, enumerando muchas que todavía están disponibles en los viveros de hoy y por lo tanto ayuda a los jardineros para replicar con exactitud los jardines históricos dentro de ese plazo. Eso también es importante para aquellos que desean preservar las plantas raras introducido a Gran Bretaña en ese momento, además de ser un relato fascinante historia de la recolección de plantas victoriana.
- La abreviatura «Veitch» se emplea para indicar a James Herbert Veitch como autoridad en la descripción y clasificación científica de los vegetales.[5]